# Ричмонд (переписна місцевість, Мен)
Ричмонд (англ. Richmond) — переписна місцевість (CDP) в США, в окрузі Саґадагок штату Мен. Населення — 1810 осіб (2020).

## Географія
Ричмонд розташований за координатами 44°6′20″ пн. ш. 69°48′42″ зх. д. / 44.10556° пн. ш. 69.81167° зх. д. (44.105631, -69.811727).  За даними Бюро перепису населення США в 2010 році переписна місцевість мала площу 18,42 км², уся площа — суходіл.

## Демографія
Згідно з переписом 2010 року, у переписній місцевості мешкало 1760 осіб у 768 домогосподарствах у складі 476 родин. Густота населення становила 96 осіб/км².  Було 865 помешкань (47/км²).
Расовий склад населення:
| - 97,3 % — білих - 0,4 % — чорних або афроамериканців - 0,4 % — азіатів - 0,3 % — корінних американців |

До двох чи більше рас належало 1,3 %. Частка іспаномовних становила 1,1 % від усіх жителів.
За віковим діапазоном населення розподілялося таким чином: 21,9 % — особи молодші 18 років, 63,4 % — особи у віці 18—64 років, 14,7 % — особи у віці 65 років та старші. Медіана віку мешканця становила 41,7 року. На 100 осіб жіночої статі у переписній місцевості припадало 94,5 чоловіків;  на 100 жінок у віці від 18 років та старших — 91,8 чоловіків також старших 18 років.
Середній дохід на одне домашнє господарство  становив 63 706 доларів США (медіана — 54 494), а середній дохід на одну сім'ю — 71 024 долари (медіана — 61 908). Медіана доходів становила 49 545 доларів для чоловіків та 34 449 доларів для жінок. За межею бідності перебувало 7,3 % осіб, у тому числі 4,3 % дітей у віці до 18 років та 3,7 % осіб у віці 65 років та старших.
Цивільне працевлаштоване населення становило 895 осіб. Основні галузі зайнятості: освіта, охорона здоров'я та соціальна допомога — 34,3 %, роздрібна торгівля — 16,5 %, науковці, спеціалісти, менеджери — 8,5 %, будівництво — 7,9 %.